# Saison 3 de Kung Fu Panda : L'Incroyable Légende
Chronologie
Saison 2
Cet article présente les vingt-huit épisodes de la troisième saison de la série télévisée d'animation américaine Kung Fu Panda : L'Incroyable Légende (Kung Fu Panda: Legends of Awesomeness).

## Synopsis
La série suit les aventures de Po et ses camarades.

## Distribution

### Personnages principaux
- Mick Wingert (en) (VF : Pascal Nowak) : Po Ping et l'interprète du générique
- Fred Tatasciore (VF : Philippe Ariotti) : Maître Shifu
- Kari Wahlgren (VF : Laura Blanc) : Maître Tigresse
- James Sie (VF : William Coryn) : Maître Singe
- Amir Talai (VF : Olivier Podesta) : Maître Grue
- Lucy Liu (VF : Nathalie Spitzer) : Maître Vipère
- Max Koch (VF : Xavier Fagnon) : Maître Mante
- James Hong : M. Ping

## Liste des épisodes

### Épisode 1: Mei Ling, l'ex de Shifu (Shifu's Ex)
- États-Unis : 24 juin 2013 sur Nickelodeon
- France : sur TF1

- États-Unis : 2,2 millions de téléspectateurs

### Épisode 2: La Guerre des Nouilles (War of the Noodles)
- États-Unis : 25 juin 2013 sur Nickelodeon

- États-Unis : 1,9 million de téléspectateurs

### Épisode 3: Bandit un jour, Bandit toujours ! (The Break Up)
- États-Unis : 26 juin 2013 sur Nickelodeon

- États-Unis : 2 millions de téléspectateurs

### Épisode 4: Le pouvoir de la pensée (Mind Over Manners)
- États-Unis : 27 juin 2013 sur Nickelodeon

- États-Unis : 2,2 millions de téléspectateurs

### Épisode 5: Mille et Une Questions (A Thousand and Twenty Questions)
- États-Unis : 28 juin 2013 sur Nickelodeon

- États-Unis : 2,1 millions de téléspectateurs

### Épisode 6: Le code du samouraï (The Way of the Prawn)
- États-Unis : 1er juillet 2013 sur Nickelodeon

- États-Unis : 1,9 million de téléspectateurs

### Épisode 7: Vœu de silence (Mouth Off)
- États-Unis : 2 juillet 2013 sur Nickelodeon

- États-Unis : 2 millions de téléspectateurs

### Épisode 8: Une dent contre les serpents (Serpent's Tooth)
- États-Unis : 3 juillet 2013 sur Nickelodeon

- États-Unis : 1,6 million de téléspectateurs

### Épisode 9: Le parrain (The Goosefather)
- États-Unis : 11 janvier 2014 sur Nickelodeon

- États-Unis : 1,7 million de téléspectateurs

### Épisode 10: Les petits voleurs (Po Picks a Pocket)
- États-Unis : 26 janvier 2014 sur Nickelodeon

- États-Unis : 2,2 millions de téléspectateurs

### Épisode 11: Les crocos remplaçants (Croc You Like A Hurricane)
- États-Unis : 2 février 2014 sur Nickelodeon

- États-Unis : 1,729 million de téléspectateurs[1]

### Épisode 12: Le retour de Mei Ling (Crazy Little Ling Called Love)
- États-Unis : 9 février 2014 sur Nickelodeon

- États-Unis : 2,277 millions de téléspectateurs[2]

### Épisode 13: Le club de Kung Fu (Kung Fu Club)
- États-Unis : 16 février 2014 sur Nickelodeon

- États-Unis : 2,295 millions de téléspectateurs[3]

### Épisode 14: La faim justifie les moyens (The Hunger Game)
- États-Unis : 23 février 2014 sur Nickelodeon

- États-Unis : 2,166 millions de téléspectateurs[4]

### Épisode 15: Autant en emporte le temps (A Stitch in Time)
- États-Unis : 2 mars 2014 sur Nickelodeon

- États-Unis : 2,121 millions de téléspectateurs[5]

### Épisode 16: Une question d'harmonie (Eternal Chord)
- États-Unis : 8 juin 2014 sur Nickelodeon

- États-Unis : 1,872 million de téléspectateurs[6]

### Épisode 17: Des secrets qui se mangent (Apocalypse Yao)
- États-Unis : 15 juin 2014 sur Nickelodeon

- États-Unis : 1,491 million de téléspectateurs[7]

### Épisode 18: Le véritable Guerrier Dragon (The Real Dragon Warrior)
- États-Unis : 22 juin 2014 sur Nickelodeon

### Épisode 19: Les Premiers Cinq Cyclones (The First Five)
- États-Unis : 29 juin 2014 sur Nickelodeon

### Épisode 20: Le nouvel Empereur, Partie 1 (Emperors Rule, Part 1)
- États-Unis : 5 septembre 2014 sur Nickelodeon

### Épisode 21: Le nouvel Empereur, Partie 2 (Emperors Rule, Part 2)
- États-Unis : 5 septembre 2014 sur Nickelodeon

### Épisode 22: La jeunesse se révolte (Youth in Re-Volt)
- États-Unis : 30 décembre 2014 sur Nicktoons Allemagne

### Épisode 23: titre français inconnu (See No Weevil)
- États-Unis : 31 décembre 2014 sur Nicktoons Allemagne

### Épisode 24: Les premiers Cinq Cyclones (Goose Chase)
- États-Unis : 1er janvier 2015 sur Nicktoons Allemagne

### Épisode 25: titre français inconnu (Face Full of Fear)
- États-Unis : 2 janvier 2015 sur Nicktoons Allemagne

### Épisode 26: La démission (Forsaken and Furious)
- États-Unis : 5 janvier 2015 sur Nicktoons Allemagne

### Épisode 27: Camping (Camp Ping)
- États-Unis : 6 janvier 2015 sur Nicktoons Allemagne

### Épisode 28: titre français inconnu (Po the Croc)
- États-Unis : 7 janvier 2015 sur Nicktoons Allemagne